# John L. Hennessy

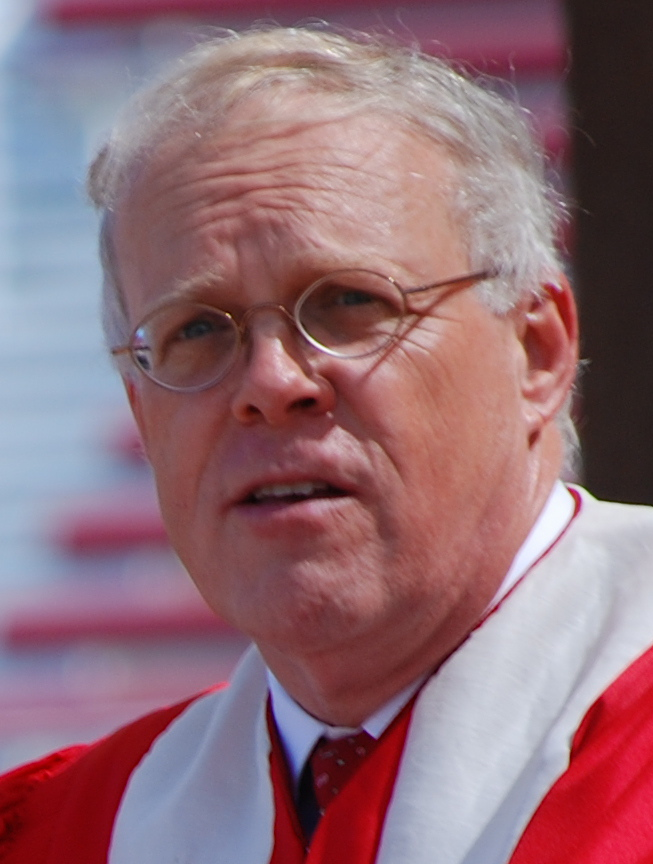
John L. Hennessy 2007

John LeRoy Hennessy (* 22. September 1952 in Huntington, New York) ist ein US-amerikanischer Professor für Elektrotechnik und Informatik. Er ist Mitbegründer der Firma MIPS Computer Systems Inc. Von 2000 bis 2016 war Hennessy Präsident der Stanford-Universität. Bereits ein Jahr zuvor folgte er Condoleezza Rice auf dem Posten des Provost der gleichen Universität, was er bis 2000 war. Hennessy ist seit 2006 Mitglied im Board of Directors von Google/Alphabet und seit Februar 2018 dessen Vorsitzender.
Seinen Bachelor-Abschluss in Elektrotechnik machte er 1978 an der Villanova University, seinen Master (1975) und seinen Ph.D. (1977) in Informatik an der Stony Brook University. 1977 wurde er Assistant Professor an der Stanford University, an der er  1986 Professor für Elektrotechnik und Informatik wurde. Ab 1984 war er außerdem Chefwissenschaftler von MIPS.
1980/81 war er zusätzlich Co-Principal-Investigator bei TRW Inc. und 1981 bis 1985 an der Defense Advanced Research Project Agency des Office of Naval Research. Ab 1998 war er Direktor bei der Atheros Communication Inc. Ab 2004 war er im Board of Directors von Cisco.
Er ist Autor mehrerer Fachbücher, etwa Computer Architecture. A Quantitative Approach gemeinsam mit David A. Patterson, mit dem er im Jahr 2000 „für das Einläuten einer Rechnerarchitektur-Revolution durch Erforschung, Popularisierung und Kommerzialisierung architektonischer Innovationen“ die John-von-Neumann-Medaille erhielt. Hennessy wurde 2012 mit der IEEE Medal of Honor ausgezeichnet. Beide veröffentlichten neben dieser Monographie auch ein einführendes Lehrbuch in die Computerarchitektur. 2001 erhielt er den Eckert-Mauchly Award und ebenfalls 2001 den Seymour Cray Award. 2021 wurde er mit dem BBVA Foundation Frontiers of Knowledge Award ausgezeichnet, für 2022 wurde Hennessy der Charles-Stark-Draper-Preis zugesprochen, für 2024 der Vannevar Bush Award. Ferner wurde er 1992 in die National Academy of Engineering, 1995 in die American Academy of Arts and Sciences, 2002 in die National Academy of Sciences und 2008 in die American Philosophical Society gewählt.
Gemeinsam mit David A. Patterson erhielt Hennessy im Jahr 2017 den Turing Award für die Entwicklung der RISC-Architektur, die inzwischen in 99 Prozent aller neuen Computerchips Verwendung findet.

## Schriften
- David Patterson, John Hennessy: Rechnerorganisation und Rechnerentwurf: Die Hardware/Software-Schnittstelle. 5. Auflage. De Gruyter, 2016, ISBN 978-3-11-044605-0.
  - englische Ausgabe: Computer Organization and Design, The Hardware/Software Interface, ARM Edition, The Morgan Kaufmann Series in Computer Architecture and Design, Morgan Kaufmann, 2017,  ISBN 0-12-374493-8 (mit Beiträgen von Alexander Perry)
- David Patterson, John Hennessy: Computer Architecture: A Quantitative Approach, mit Beiträgen von David Goldberg, Krste Asanović, 5. Auflage, Elsevier 2012 (zuerst 1990)
  - deutsche Ausgabe: Rechnerarchitektur: Analyse, Entwurf, Implementierung, Bewertung, Vieweg 1994 (bearbeitet von Dieter Jungmann)